# Famille Blaton
Les Blaton sont une famille d'entrepreneurs belges dans le secteur de la construction depuis 1865, le nom des entreprises Blaton a figuré sur de nombreux chantiers, notamment sur celui du Berlaymont.

## Historique
En 1865, Adolphe Blaton-Aubert (1835-1905) fonde les Entreprises Blaton-Aubert. À l'époque, l'entreprise vendait des matériaux de construction.

Rapidement, elle se concentre sur le béton et, à la fin du XIXe siècle, c'est une entreprise florissante spécialisée dans l'application du béton. C'est à cette époque que le fils d'Adolphe ; Armand Joseph Blaton-Peyralbe (1863-1929), reprend l'entreprise. Il la transforme en une société d'entrepreneurs professionnels, qui rivalise avec les architectes comme François Hennebique et dont le carnet de commandes est essentiellement constitué de chantiers publics et industriels,.
En 1927, les deux fils d'Armand ; Armand Eugène (1897-1988) et Émile (1901-1970), prennent la tête de l'entreprise. Ils se concentrent sur l'innovation. Leur collaboration avec l'ingénieur et professeur belge Gustave Magnel en est un exemple. Ensemble, ils créent le système Blaton-Magnel pour le béton précontraint. C'est ce type d'innovation qui a permis à l'entreprise de rayonner dans le monde entier, après la Seconde Guerre mondiale.
L'entreprise Blaton construit  le Walnut Lane Memorial Bridge en 1949 à Philadelphie, le premier pont en béton précontraint des États-Unis. La même année, Blaton créé une société au Congo belge : Company Congolaise de Constructions (CCC),.
En 1954, l'entreprise familiale est restructurée de manière spectaculaire. Émile Blaton fonde la société d'entrepreneurs CIT-Blaton avec ses enfants Thérèse, Paul et Pierre. Armand Eugène Blaton fonde quant à lui Batiments et Ponts (Batiponts) avec ses deux fils ; Ado et Jean Blaton. Avec ses deux autres fils ; Armand et Gérald Blaton, il fonde la S.A. Travaux.

## Activités actuelles
Le Groupe Blaton couvre de nombreuses branches de l'industrie belge de la construction. L'ouvrage Main Basse sur Bruxelles, du journaliste Georges Timmerman, montre que la famille est également active dans le secteur immobilier.